# Гауто, Нельсон
Не́льсон Арье́ль Га́уто Касти́льо (исп. Nelson Ariel Gauto Castillo; род. 14 июля 2003) — парагвайский футболист, полузащитник клуба «Гуарани Асунсьон».

## Клубная карьера
Гауто — воспитанник клуба «Гуарани». 30 октября 2022 года в матче против столичного «Гвайреньи» он дебютировал в парагвайской Примере.

## Международная карьера
В 2023 году в составе молодёжной сборной Парагвая Гауто принял участие в молодёжном чемпионате Южной Америки в Колумбии. На турнире он сыграл в матчах против сборных Аргентины, Перу, Уругвая, Эквадора, Бразилии, а также дважды Колумбии.